# 毛澄广花
毛澄广花（学名：Orophea hirsuta）为番荔枝科澄广花属的植物。分布在越南、印度、老挝、柬埔寨、马来西亚以及中国大陆的广东等地，多生长于低海拔山地林中，目前尚未由人工引种栽培。